# Victorino Cunha
Victorino Eugénio da Silva e Cunha (Aveiro, 18 aprile 1945) è un allenatore di pallacanestro portoghese.

## Carriera
Ha allenato per 20 anni la nazionale di pallacanestro dell'Angola, conquistando tre edizioni dei FIBA AfroBasket e partecipando ai Giochi olimpici del 1992 e ai Mondiali 1986, 1990 e 1994. Tra le altre squadre ha allenato l'Atlético Petróleos e il Primeiro de Agosto.